# خوسه بیریوگوف
خوسه بیریوگوف (اسپانیایی: José Biriukov‎؛ زادهٔ ۳ فوریهٔ ۱۹۶۳) بازیکن بسکتبال روس‌تبار اهل اسپانیا بود.
از باشگاه‌هایی که در آن بازی کرده‌است می‌توان به باشگاه بسکتبال رئال مادرید اشاره کرد.